# Percy Quin

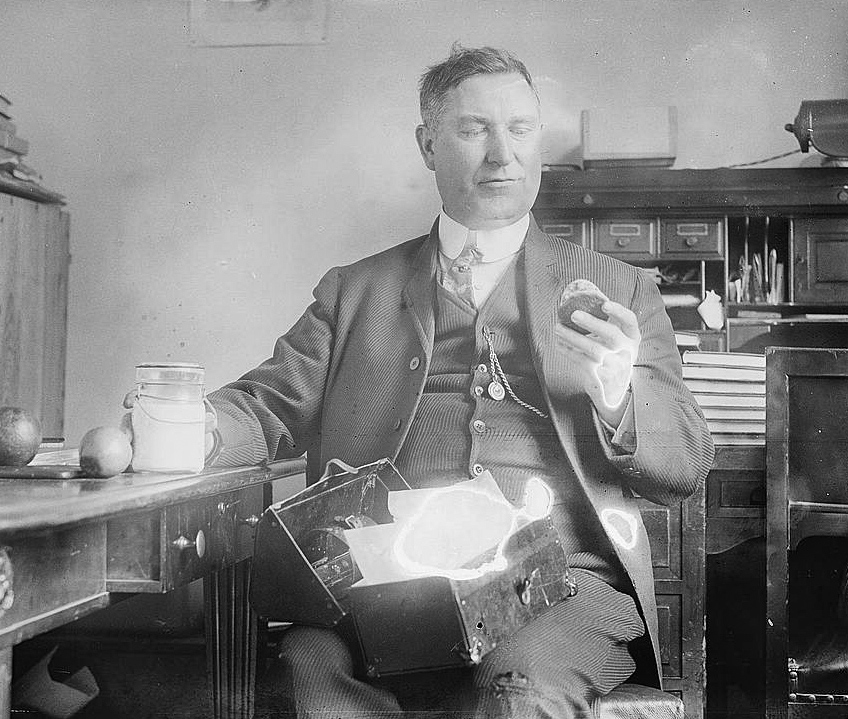
Percy Quin in seinem Abgeordnetenbüro (1920)

Percy Edwards Quin (* 30. Oktober 1872 in Liberty, Amite County, Mississippi; † 4. Februar 1932 in Washington, D.C.) war ein US-amerikanischer Politiker. Zwischen 1913 und 1932 vertrat er den siebten Wahlbezirk des Bundesstaates Mississippi im US-Repräsentantenhaus.

## Werdegang
Percy Quin besuchte die öffentlichen Schulen seiner Heimat und danach das Gillsburg Collegiate Institute. Anschließend studierte er bis 1893 am Mississippi College in Clinton. Nach einem Jurastudium und seiner 1894 erfolgten Zulassung als Rechtsanwalt begann Quin in McComb in seinem neuen Beruf zu arbeiten. Im Jahr 1895 wurde er auch juristischer Vertreter dieser Stadt.
Politisch wurde Quin Mitglied der Demokratischen Partei. Zwischen 1899 und 1912 war er Delegierter auf deren Parteitagen auf Staatsebene. Von 1900 bis 1902 war er Abgeordneter im Repräsentantenhaus von Mississippi. Im Jahr 1910 bewarb er sich erfolglos um einen Sitz im Kongress. Bei den Kongresswahlen des Jahres 1912 wurde er dann in das Repräsentantenhaus in Washington gewählt. Dort wurde er Nachfolger von William A. Dickson. Bei den folgenden neun Kongresswahlen wurde Percy Quin in diesem Mandat bestätigt. Damit blieb er bis zu seinem Tod am 4. Februar 1932 Kongressabgeordneter. In seiner letzten Amtszeit war er Vorsitzender des Militärausschusses. In seine Zeit im Kongress fielen der Erste Weltkrieg, die Einführung des Frauenwahlrechts und der Beginn der Weltwirtschaftskrise.
Percy Quin wurde in Natchez (Mississippi) beigesetzt.